# Le Prix de la vengeance
Le Prix de la vengeance (titre original : Broken) est un recueil de six romans courts policiers de Don Winslow publié en 2020 aux États-Unis puis traduit en français et paru la même année.

## Contenu
- Le Prix de la vengeance, 2020 ((en) Broken, 2020)
- Crime 101, 2020 ((en) Crime 101, 2020)
- Le Zoo de San Diego, 2020 ((en) The San Diego Zoo, 2020)
- Sunset, 2020 ((en) Sunset, 2020)
- Paradise, 2020 ((en) Paradise, 2020)
- La Dernière Chevauchée, 2020 ((en) The Last Ride, 2020)

## Résumés

### Le Prix de la vengeance
À La Nouvelle-Orléans dans les années 2010. Les McNabb sont une famille de policiers d'origine irlandaise : le père, John, désormais à la retraite, alcoolique colérique et violent, battant sa femme Eva, qui travaille comme standardiste aux appels d'urgences, et leurs deux fils, le gigantesque et impulsif Jimmy, chef charismatique d'une équipe des Stups, une division de l'unité spéciale d'investigation, et Danny, plus introverti et sensible, qui travaille comme patrouilleur de rue. 
Jimmy McNabb décide de s'attaque à Oscar Diaz, un ambitieux trafiquant de drogue hondurien qui tente de briller auprès des patrons du cartel de Sinaloa. Il s'empare de trois tonnes de méthamphétamine, soit environ deux millions de dollars, puis il renvoie un des hommes d'Oscar Diaz pour lui envoyer le message que la police ne le lachera pas. En représailles, Oscar Diaz capture DannyMcNabb , le torture à mort et diffuse ensuite la vidéo du meurtre. Jimmy McNabb se lance alors dans une vengeance aux conséquences dramatiques dans laquelle il entraîne tous les membres de son équipe.

### Crime 101
Davis est un voleur solitaire, rationnel et très efficace, dont l'idole est Steve McQueen. Pendant les dix précédentes années, il s'est attaqué à des coursiers de bijoux et d'objets de valeur, dont la marchandise récupérée lui a rapporté des centaines de milliers de dollars. Il a toujours œuvré sur la California State Route 1 en Californie sans jamais verser de sang ni blesser quiconque de quelque manière que ce soit. Le département de police de San Diego, dans la juridiction duquel a eu lieu le dernier vol de Davis, est convaincu que le vol était l'œuvre d'un gang et n'a aucun lien avec les braquages des années précédentes. Au contraire, le lieutenant Ronald « Lou » Lubesnick, à la tête de la division des cambriolages, un intellectuel plutôt taciturne, se rend compte qu'il a affaire à un brillant « loup solitaire » et entame avec lui un subtil duel stratégique.

### Le Zoo de San Diego
Chris Shea est un jeune et vertueux officier de police de San Diego. Patrouilleur de rue, il aimerait rejoindre la division des cambriolages du légendaire lieutenant Lou Lubesnick. Un chimpanzé s'est échappé du zoo avec un revolver à la main et a escaladé les murs d'un musée dans le très fréquenté parc Balboa. Chis Shea est appelé pour intervenir. Il parvient à désarmer le primate sans le tuer mais l'arme lâchée par le singe heurte son nez et, inconscient, il tombe sur le filet de sécurité placé initialement pour le chimpanzé. La vidéo de la chute devient virale sur les réseaux sociaux et Chris Shea devient la risée de la ville. il est également détesté des membres de l'équipe du SWAT qui avait été déployée car il les a empêchés d'abattre le singe. Néanmoins, il a gagné l'attention de Carolyn Voight, la belle et brillante zoologiste responsable du chimpanzé. Contre toute attente, le lieutenant Lubesnick a apprécié sa façon de procéder et il décide de le mettre à l'épreuve en le faisant enquêter officieusement sur la manière dont l'arme a pu se retrouver entre les mains du chimpanzé.

### Sunset
Duke Kasmajian, âgé de soixante-cinq ans, dirige une entreprise de prêt pour les libérations sous caution à San Diego. Mais une nouvelle loi fédérale qui interdit le paiement d'une caution en espèces l'oblige à bientôt fermer boutique. Pour clore les comptes et laisser une généreuse indemnité de départ à ses douze employés, Duke Kasmajian doit récupérer les trois cent mille dollars versés pour la caution de Terry Maddux, quinquagénaire et ancienne gloire du surf devenu héroïnomane, violent et désespéré, qui est entré dans la clandestinité après sa libération. Duke Kasmajian fait appel Boone Daniels pour suivre la piste de Terry Maddux. Boone Daniels a été au fil des ans l'admirateur, l'élève, l'ami et le soutien de Terry Maddux pour tenter, en vain, de le sortir de la toxicomanie. Pour le retrouver, Boone Daniels convie ses amis de la « patrouille de l'aube », une bande d'amis surfeurs dont il fait partie (qui apparaissent dans les romans La Patrouille de l'aube et L'Heure des gentlemen), et Duke Kasmajian lui adjoint deux de ses vieux amis : le professeur de littérature anglaise Neal Carey (héros de la série de cinq romans Missions de Neal Carey) et le lieutenant Lou Lubesnick.

### Paradise
Le roman court est sous-titré Les aventures intermédiaires de Ben, Chon et O (protagonistes du roman Savages et de sa préquelle Cool).
L'histoire se déroule en 2008 à Hanalei, un village situé sur l'île Kauai de l'archipel d'Hawaï, où Ben aimerait établir une plantation de marijuana et une base logistique pour le commerce qu'il en fait avec ses amis John, surnommé Chon, et Ophelia, surnommée O. Le partenaire local du projet est Tim Karsen, qui s'avère être Tim Kearney (protagoniste du roman Mort et Vie de Bobby Z), qui a depuis déménagé et habité sur l'île pendant douze ans avec Elizabeth et le petit Kit, qui est entre-temps devenu un vigoureux surfeur de dix-sept ans. Leurs plans se heurtent cependant à ceux de la Compagnie, un groupe de criminels locaux ayant des liens avec le monde des surfeurs et qui est dirigé par Eddie le Rouge, un trafiquant de drogue d'origine hawaïenne et japonaise (déjà rencontré dans les romans La Patrouille de l'aube et L'Heure des gentlemen). O rencontre durant son séjour ce qui ressemble le plus à une figure paternelle dans sa vie en la personne de Pete, un pêcheur et vendeur d'appâts assez âgé qui, dans une vie antérieure, s'appelait Frankie Machine (héros du roman L'Hiver de Frankie Machine). Intervient également Jack Wade, un expert en incendie de la société d'assurance Hawaii Fire and Life (héros du roman Du feu sous la cendre).

### La Dernière Chevauchée
Cal Strickland, âgé de trente-sept ans, est un agent de la police des frontières, en poste à El Paso, au Texas. Il a grandi dans un ranch à Fort Hancock, aujourd'hui presque plus actif en raison de l'assèchement du sol, avec son père Dale, décédé il y a quelques années, et sa sœur Roberta, dite Bobbi, qui est maintenant divorcée avec un fils de dix-huit ans ayant des problèmes d'héroïne, et qui essaie de conserver le ranch tout en travaillant comme serveuse dans un restaurant. Cal, contrairement à sa sœur, est un fervent républicain ayant voté pour Donald Trump. Mais quand ses yeux croisent ceux de Luz, une fillette salvadorienne de sept ans internée dans le centre de détention Ursula (en), tenu par le service des douanes et de la protection des frontières des États-Unis, séparée de sa mère lors de son arrestation du fait de la loi sur l'immigration clandestine voulue par le président des États-Unis, l'ancien cow-boy décide que, pour la première fois de sa vie, il n'obéira pas aux ordres et fera ce qu'il jugera bon, coûte que coûte.

## Éditions
- Broken, William Morrow and Company (en), 7 avril 2020, 352 p.  (ISBN 978-0-06-298890-4)
- Le Prix de la vengeance, HarperCollins, coll. « Noir », 7 octobre 2020, trad. Isabelle Maillet, 544 p.  (ISBN 979-10-339-0738-1)
- Le Prix de la vengeance, HarperCollins, coll. « Poche » no 313, 13 octobre 2021, trad. Isabelle Maillet, 496 p.  (ISBN 979-10-339-0980-4)

## Adaptations
Le 21 mai 2024, Deadline Hollywood a annoncé qu'Amazon MGM Studios allait produire une adaptation cinématographique du roman court Crime 101, dirigée par Bart Layton qui en écrit également le scénario en compagnie de Peter Straughan (en), avec comme acteurs principaux Chris Hemsworth et Mark Ruffalo.